# 宣撫官

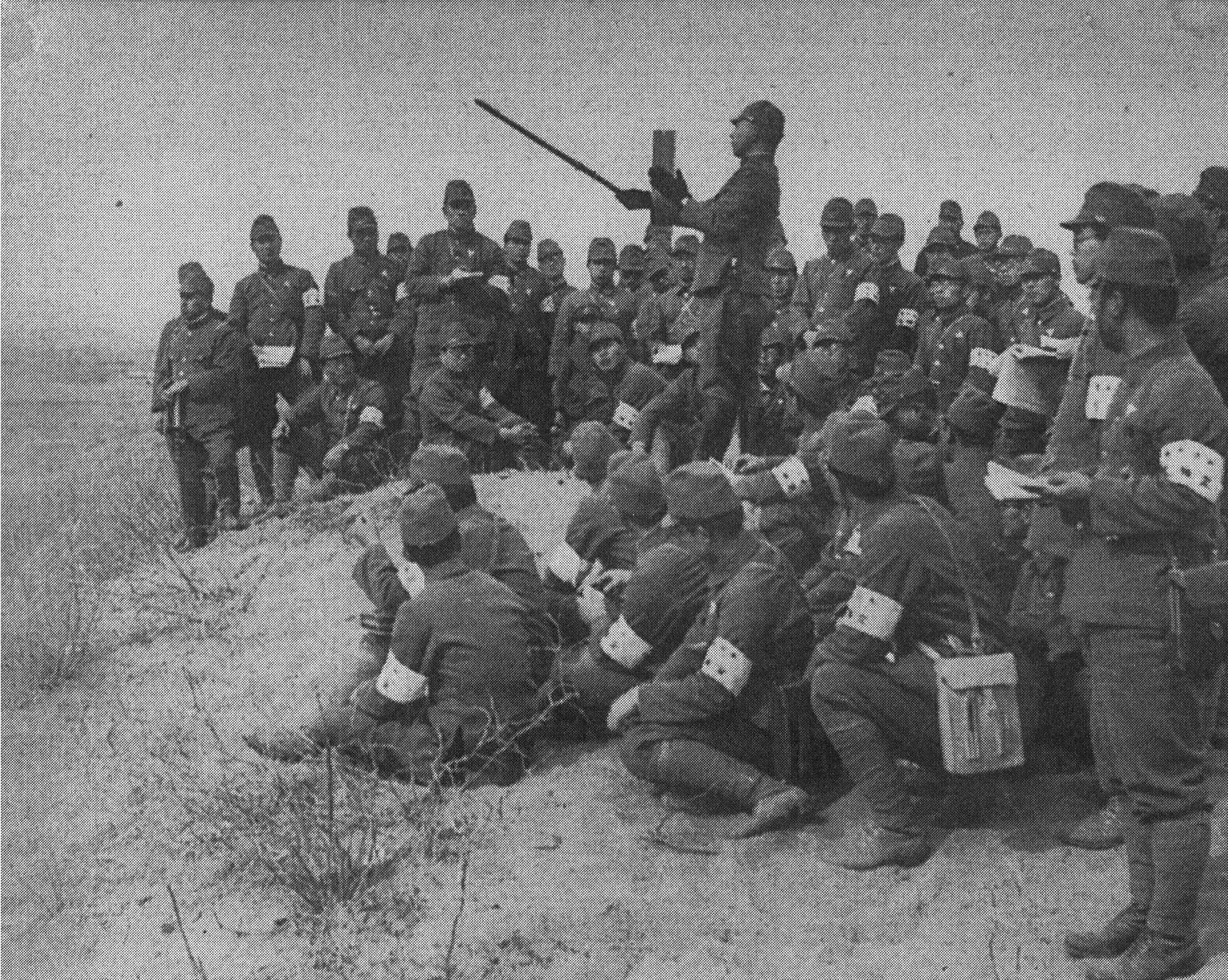
新しく内地から来た男子宣撫班員が、盧溝橋近くの一文字山の戦跡で盧溝橋事件の説明を聞いている。武器は持っていない。
支那事変画報第25集(毎日新聞社、昭和13年4月21日発行)

宣撫官（せんぶかん）とは、「宣撫」と呼ばれる占領地において占領軍の目的や方針などを知らせることで人心を安定させることを任務とする軍属。行軍する部隊や担当地域ごとに配置される宣撫班が基本単位である。

## 概要
宣撫工作とはそのための諸々の活動である。日本は第二次世界大戦前から占領地政策のため、満州や中国において活動する宣撫班を組織した。その役割は日本の目的や方針を示すことで中国側の抗日宣伝を打ち消し、日本軍に対する敵対心を減らすことで人心を安定させ、治安の維持に寄与することである。現地民との信頼関係を築くことで労働力や情報の提供など自発的な協力を得られるという効果もあった。食事提供から教育まで多岐にわたる作業が行われ、従事する宣撫官は「武器なき戦士」とたたえられた。なお宣撫工作自体は宣撫班が結成される前にも各部隊で実情に応じて行われていた。
宣撫班による宣撫工作は、移動する部隊に同行して行われる従軍宣撫と地域に弁公処(べんこうしょ)という拠点を用意して行われる定着宣撫とではその性質が異なった。
宣撫官は語学に秀でた者や広報業務の経験がある者が任命され、他職種との兼務も多かった。やなせたかしは暗号担当として配属されたが、デザインや広報の経歴をかわれ、宣撫官として紙芝居を作成し上演する任務を与えられた。

## 起源
満州事変にともなう昭和7年（1932年）の熱河作戦において南満州鉄道総局愛路主幹の八木沼丈夫を班長とし、ほかに愛路担当者三名で組織された宣撫班が最初のものだったが予想外の成果をあげたため関東軍が別途に編成することになる。宣撫官という呼称は八木沼が中国に存在した宣撫使という役職から命名した。

## 任務の範囲
戦火や敗残兵の略奪放火に怯える民衆に対して働きかけ、次の任務を持った。
1. 人心の安定
2. 治安の速やかな回復と維持
3. 共産・抗日思想の一掃
4. 産業・経済・交通・文化の復興・建設に対する指導
5. 中国に健全な政権を確立するための協力

## 従軍宣撫班

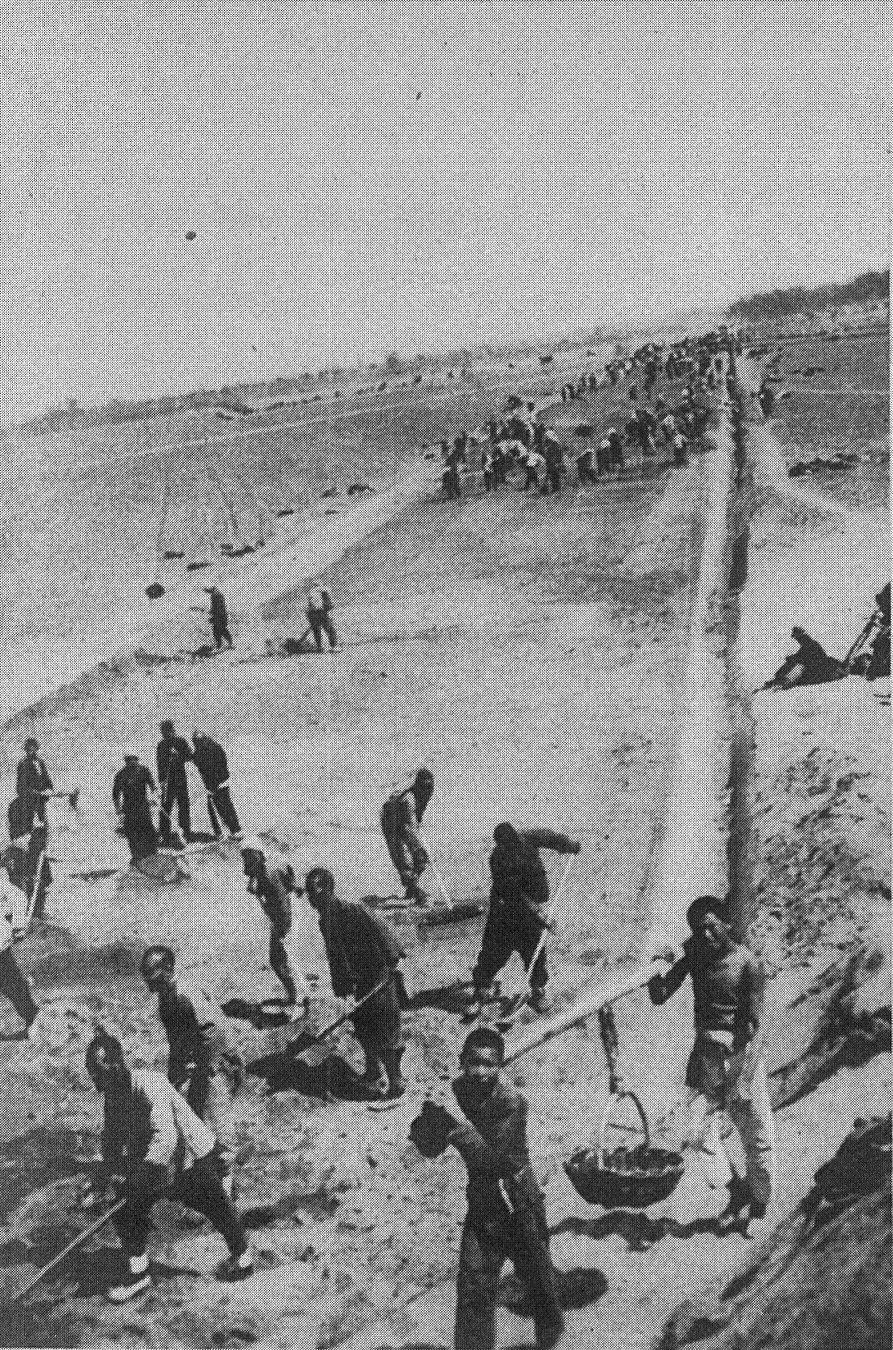
南苑、豊台の道路構築作業で働く中国人たち
支那事変画報第25集(毎日新聞社、昭和13年(1938年)4月21日発行)

- 従軍宣撫班は日本軍部隊と行動をともにするが、抗日宣伝工作を除き、日中親善のチラシなどで広報活動を行うため、可能な限り部隊に先行して活動した。部隊が休む時は村落工作に出かけ、日本軍派遣の大義、中国共産党、中国国民党の悪業を説いた。
- 民衆の理解が得られると軍用道路、架橋、軍需物資の調達等に協力を求めることができた。労役を求める場合には、中国側のように民衆に無賃労役を強制することがないことが違いだった。信頼関係ができると日本に有利な情報を収集して提供する者も出るようになり、諜報活動にも寄与した。
- 中国国民党軍がとった「堅壁清野之計」という焦土作戦のため、国民党軍が敗走する場合には一切の物資を略奪または焼却破棄・破壊して日本軍に一物も与えないという行動がなされた。このため日本軍が戦闘を行う場合、従軍宣撫班は食事を準備し、戦闘後に住民に配った。

## 定着宣撫班
- 民衆が怯えないように日本軍の守備隊からある程度離して弁公処(べんこうしょ)という拠点が用意された。
- 新しい占領地に対しての作業は避難民に対しての帰来勧告から始まることが一般的だった。まずは彼らを探し出すことから行われるが普通は残留しているものが少数はいたのでその者たちを手がかりに次から次へと帰来勧告がなされた。
- 帰来した避難民の衣食住から就業支援などの相談に応じた。

### 民衆の生命財産の保護

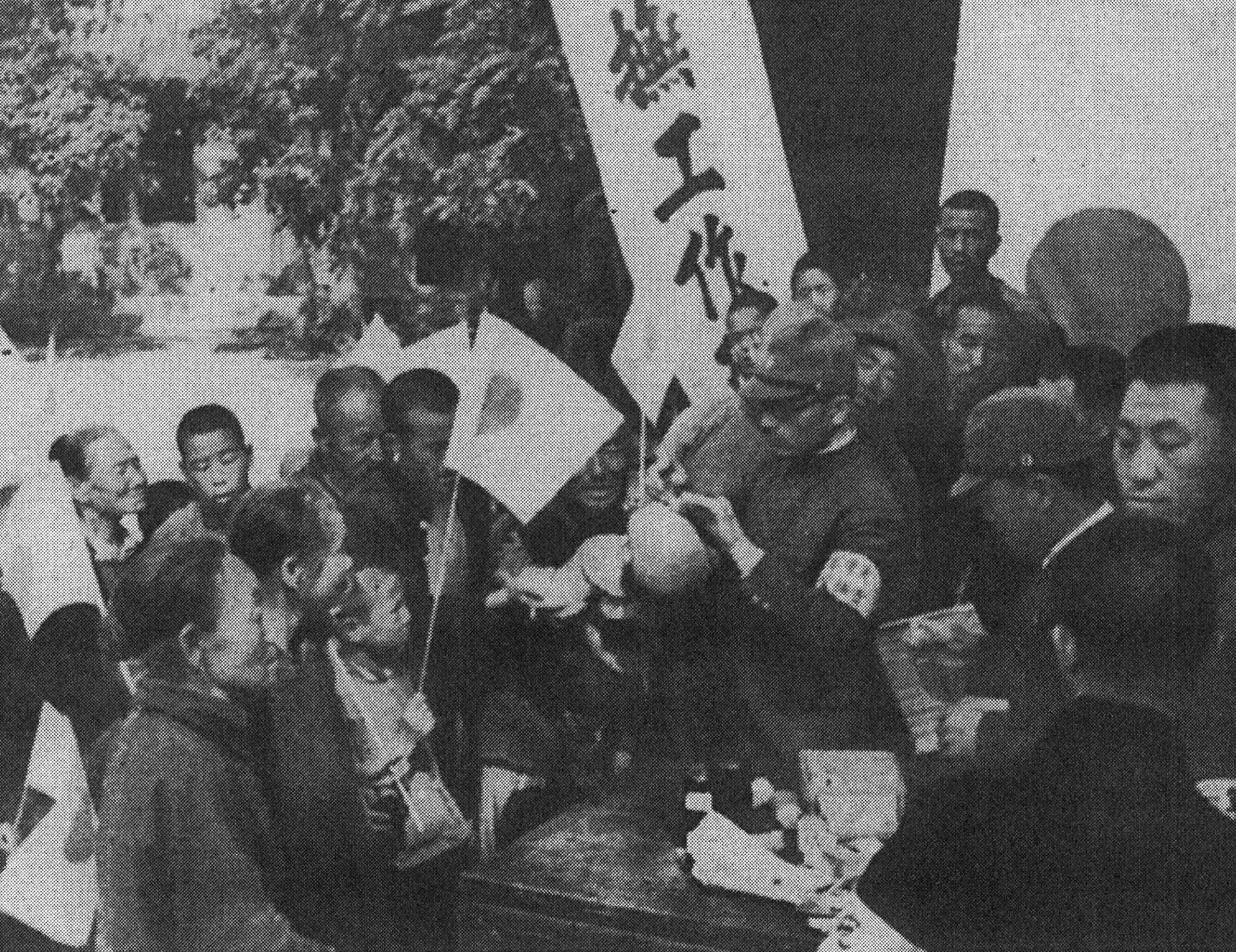
中国人の病気を施療する宣撫班員
支那事変画報第25集(毎日新聞社、昭和13年(1938年)4月21日発行)

- 民衆の生命財産を保護するため、たとえば避難した住民の留守宅の家屋財産を保護する手段を講じ、また難民救済として薬や食事を配給することも避難民収容所や施薬所、施米所、施粥所を用意して行われた。その施設のために守備隊から食料が供給されたり、守備隊の日本兵が資金を提供することもあった。また中国国民党軍がとった焦土作戦のために広域にわたって食に窮する民衆が発生し、遠方からこれらの施設を訪ねてくる者もあった。
- 中国の医療機関が逃げさった地域のために宣撫班は中国戦争が発生してから中国北部各地に施療班を設けて難民の医療を行うこととなり、その組織として満鉄施療班、同仁会施療班、大阪朝日施療班、大阪毎日施療班が組織され、各地宣撫班も管内所在の医療機関を動員して施療を行った。

### 地方の政治と治安対策
- 戦禍の恐怖や衣食住の心配が薄らぐ段階になると地域社会自体の様々な問題が注目され始め、宣撫班の問事処（もんじしょ）が設けられた。貸借問題、権利問題、警察関連問題から家庭問題など広範な問題が持ち込まれた。これとは別に住民自身による役所の組織指導も行われた。
- 治安維持会の結成を指導し、匪賊と呼ばれる賊に対しては帰順を勧告するか、班で組織した自衛団を率いて討伐した。

### 鉄路愛護村

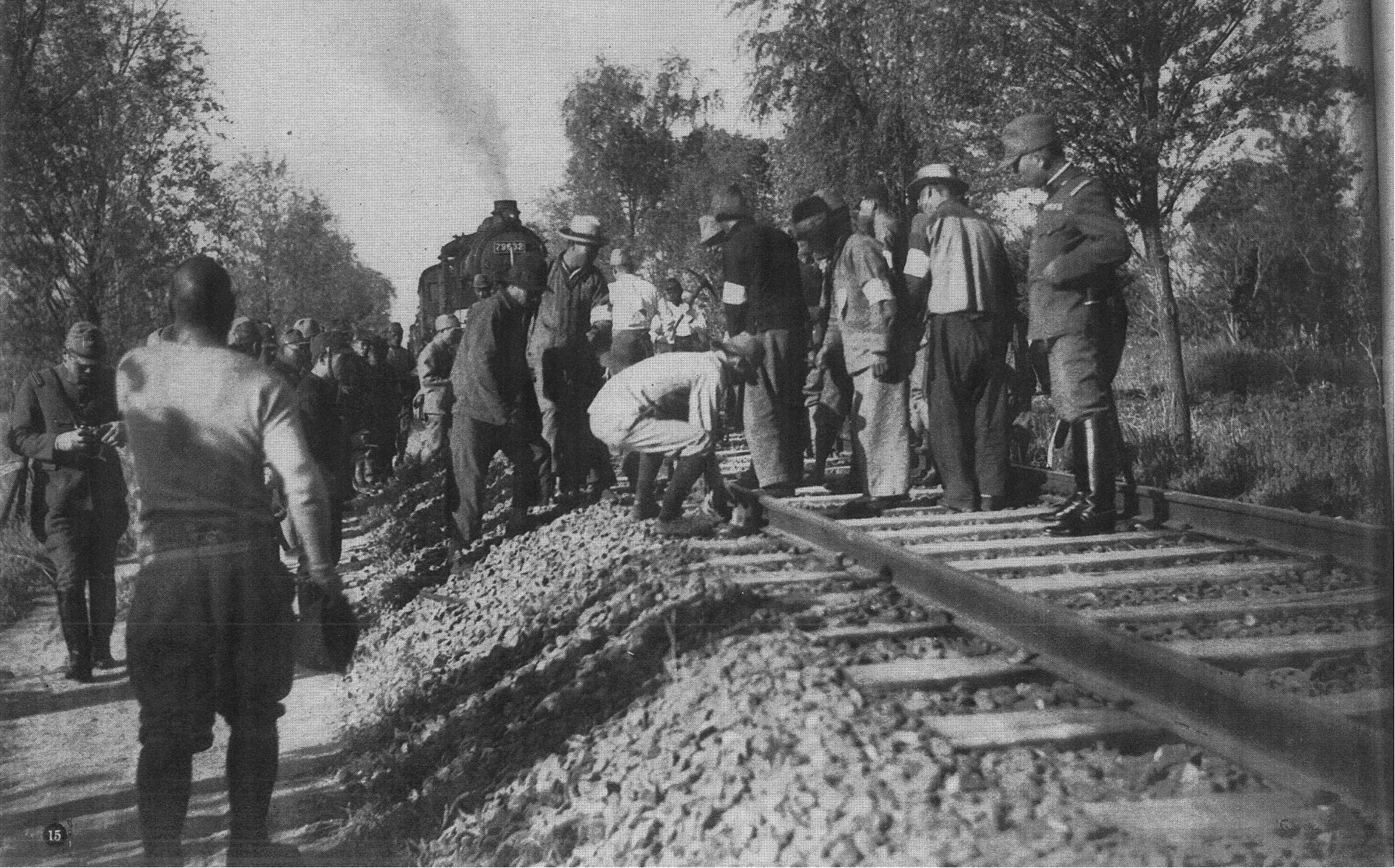
昭和13年(1938年)4月17日午前7時半、杭州、上海間の鉄道線路が破壊されたことを付近の中国人が発見、鉄道警備隊に報告して事なきを得た事例。列車乗務員及び中国人作業者が協力し15分で修理、列車は無事上海に向けて発車した。
支那事変画報第26集(毎日新聞、昭和13年(1938年)5月1日発行)

中国民衆の信頼を得るにつれて宣撫班は愛護村を建設するという活動に着手する。主な鉄道と道路近くの村落をまとめ、鉄道や道路を大切にする思想の普及や指導者の養成がなされて愛護村が成立した。愛護村では情報連絡網の設定、担当区域内線路の巡回がなされた。また鉄道沿線の見通しを良くして鉄道への襲撃を難しくするため、背の高い植物は刈り取り、また植付禁止の措置も行われた。
愛護村はたくさん作られ、この村民達により鉄道、自動車用道路、通信線が守られた。

### 経済産業復興工作
新紙幣の流通と宣伝をなし、新店舗開店や工場開業及び市場開設の促進、金融と物資取引の斡旋、商務会の組織指導が進められた。また、農作物の収穫と流通促進のために集団収穫隊を作らせて「日の丸」の旗を与えて日本軍の攻撃対象とならない措置を取った上で集団収穫の効果をもたらした。

### 教育文化促進工作

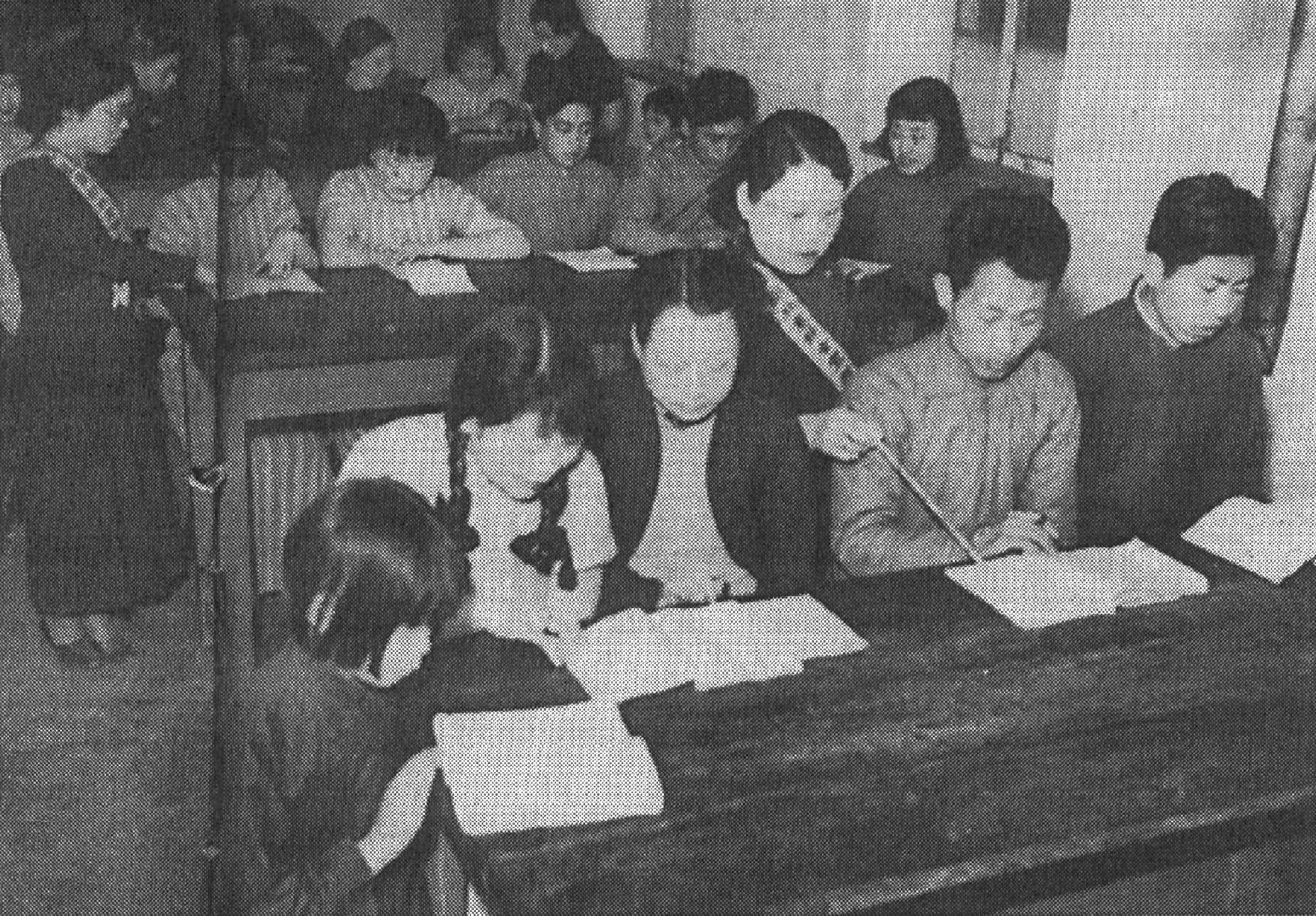
北京の日本語学校。婦女宣撫班員が大学の教室を使って教えている。
支那事変画報第25集(毎日新聞社、昭和13年(1938年)4月21日発行)

- 使われていた抗日教科書は廃棄され、新しい教科書が配られ、また日本国・満州国・中国の親和精神の必要も説かれた。一方、民衆にも日本や日本語について学ぼうとする意識が高まり、それに応えて日本語の教科書や新しい音楽や歌が民衆に与えられた。このような活動により北京、天津方面をはじめ済南などにも日本語学校がいくつも生まれ、小さな街角にも日本語の本を売る露天が現れた。[1]婦女宣撫員は家庭にある女性に対して働きかけ、手芸を教えて家庭の収入につなげようとする活動も行われた。
- 有害なデマに民衆が怯えることも宣撫班が対応しなくてはならないことだった。デマの影響を排除して民衆を指導するために演説、チラシやポスターに加えて新聞の発行も行われた。
- 地域の安定を示し、より一層の信頼関係を構築するために文化活動としての催し物も開催された。演芸会はもとより運動会[3]や老人達のための敬老会も行われた[1]また宣撫官によらない映画、ラジオ、演劇による宣撫工作も行われた。

|  |

### 救国少年隊
現地の宣撫班はいずれも救国少年隊を組織し、十歳前後から十五、六歳までの少年達が入隊した。救国少年隊の指導眼目は「我等は新中国建設の大使命を担う」という自覚から、「献身的に日本と協力し、中国を毒し、中国を塗炭の苦しみに陥らせた国民党・共産党両党を撲滅して国を救う」という意志の養成が求められた。
隊長は人望と学識のある優秀な中国青年あるいは学校教員等から選ばれ、訓練は学科と実地からなり、学科は精神教育・日本語教育に重点が置かれ、実科は簡単なチラシ貼りから敵側宣伝物の清掃、各愛護村の連絡、情報収集、鉄道の巡察などが実践された。

### 婦女宣撫隊
中国の家庭に働きかけるために住民の主婦や娘達によって婦女宣撫隊が組織された。その隊長は県長や県の高級官吏の夫人が当たった。隊員は住民に対しての良き接点となり、戦禍の後の雰囲気を改善する効果が大きかった。また日本国・満州国・中国の提携、婦人への知識と教養の提供、婦人の生活向上、副業の奨励などに関する広報活動と実務も行った。
|  |  |  |

|  |  |  |